# Mungo Park
Mungo Park (Skócia, Selkirkshire, 1771. szeptember 11. – Nigéria, Bussa, 1806.) brit orvos, Afrika-kutató.
Mindkét útja (1795–1797 és 1805–1806) a Gambia folyón át vezetett a Niger folyó felé. Az első útján fogságba került, de kiszabadult, a második útján életét vesztette.

## Gyermekkora, fiatalkora
Egy farmon született, tizenhárom testvér közül a hetedikként. Annak ellenére, hogy sokan voltak testvérek, lehetősége volt arra, hogy tanuljon. Szülei mélyen vallásos, kálvinista szellemben nevelték. Iskoláit jó eredménnyel végezte, a nyelviskolából is mindig kitűnő bizonyítványokat vitt haza. 14 éves korától Thomas Anderson orvosnál dolgozott tanoncként, ahol megismerte az orvos gyermekeit Allisont és Alexandert.
1788 őszén Edinburgh-ba költözött, ahol 1792 nyaráig az egyetemen anatómiát és sebészetet hallgatott, de a botanika jobban érdekelte az orvostudományoknál.
Az egyetem végeztével – sógorától James Dicksontól, aki a botanika tudományágának művelője volt – botanikai ismereteket sajátított el.
Mungo végzett sebészként Londonba utazott, ahol Dickson ajánlólevelének segítségével megismerkedhetett az Afrika Társaság egyik alapítójával, Sir Joseph Banks-szal. Banks segítségével eljutott a Kelet-Indiába tartó Worcesterre hajóorvosnak. A hajó 1793. április 5-én katonai kísérettel, Portsmouth-ból indult útnak Szumátra szigetére. A katonai kíséretre a napóleoni háborúk miatt volt szükség. Egy évig volt távol hazájától és a munka mellett a botanikának szentelte szabadidejét. Kutatómunkát végzett, egzotikus növényeket gyűjtött, valamint tanulmányokat írt az Indiai-óceán addig ismeretlen halfajtáiról. Visszautazásakor ismertette tanulmányát Szumátra partjainál élő nyolc féle halról, amelyek között ismeretlenek is akadtak. Utazása során Mungo asztronómiai alapismereteket és módszereket is elsajátított a földrajzi szélességek és hosszúságok meghatározásához. Az Afrika Társasághoz került, mint hivatásos kutató.

## Első útja: az egyszemélyes expedíció
Az Afrika Társaság által szervezett következő egyszemélyes expedícióra ő utazhatott elefántcsontért Gambiába egy Endeavour nevű kereskedőhajón. Simon Lucas, John Ledyard és Daniel Hougthon után ő volt a negyedik Afrika-kutató, akit az Afrika Társaság ötszemélyes bizottsága választott.
Feladatul a Niger folyásirányának megállapítását, valamint annak kiderítését kapta, hogy a Nigernek van-e valahol kapcsolata a Gambia és a Szenegál folyókkal. Feladata volt még a Niger mentén lévő fontosabb falvak és városok, különös tekintettel Timbuktu feltérképezése. Park új kereskedelmi útvonalak felderítését is tervbe vette.
„Néhány váltás fehérneművel, egy esernyővel, zseb-szextánssal, mágneses iránytűvel, hőmérővel és két vadászpuskával meg két pisztollyal” indult útnak 1795. május 22-én Portsmouth-ból. 1795. június 21-én érkezett Gambiába, amelynek Karantaba Tenda (régi nevén Pisania) nevű városának egy angol kereskedelmi telepén tartózkodott július 5-étől 5 hónapon keresztül, a mandinka nyelv elsajátítása céljából. Július végén megbetegedett, belázasodott (valószínűleg az akkor még ismeretlen maláriától szenvedett).
A településen ma is van egy park, a Mungo Park Memorial, amely az utazás kiindulópontját jelzi. 1795 novemberének végén Park továbbutazott. Volt ahol barátságosan, volt ahol elutasítóan, agresszíven fogadták.

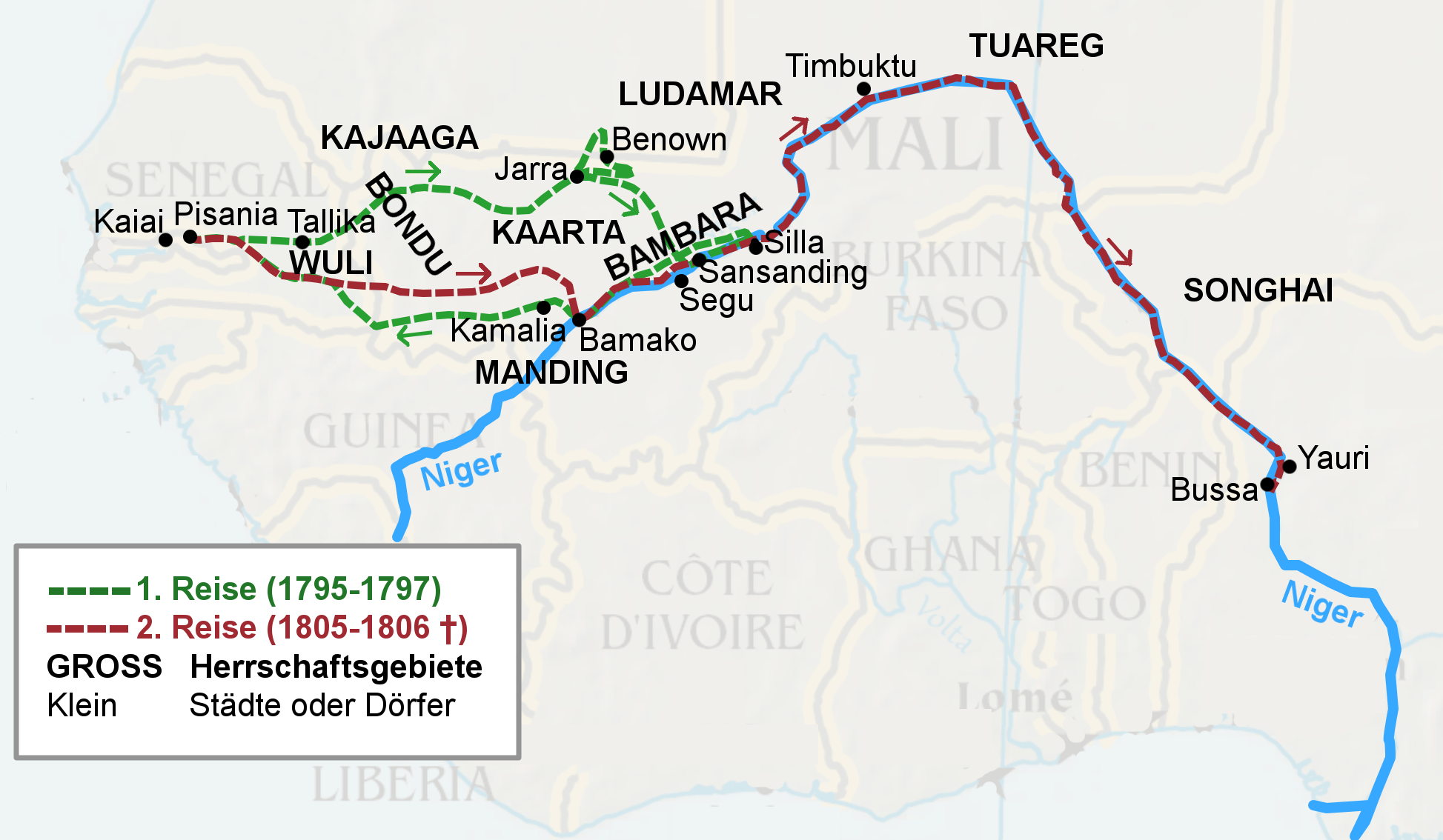
Térképrészlet Mungo Park nyugat-afrikai útjáról

Az utazás első szakaszán látott birkózóversenyt, mindenféle ördögűző szertartást, királyokkal találkozott, akik elvettek tőle ruhadarabokat, borostyánt, dohányt.
A mai mali nagyváros, Kayes közelében átkelt a Szenegálon, s gond nélkül eljutott Djarra városán túlra, itt azonban elfogták és fogolyként tartották. Júliusban, kísérőit hátrahagyva megszökött. Nem adta fel eredeti elképzelését és nagyjából tartotta a délkeleti irányt: az egyik táborban egy vándor marokkói kereskedőtől azt hallotta, hogy arrafelé visz az út Timbuktuba. A kereskedő tévedett az irányt illetően, mert a Timbuktutól több száz kilométerre délnyugatra fekvő Ségou felé irányította Parkot, de legalább a Niger felé helyes irányba terelte.
Mungo Park végül 1796. július 20-án érte el a Niger folyót Mali, Ségou városánál. Így lett Mungo Park az első európai a Niger partjánál. Küldetésének legfontosabb részét, miszerint meg kellett jelölnie, hogy merre folyik a Niger, teljesítette: „Nem lepett meg, hogy a Niger keletnek folyik.”
Ségou királya adott egy kísérőt további útjához Djenné felé. Park kb. 70 km út után belázasodott és visszafordult nyugat felé. Az út során pontos adatokat szerzett Timbuktu városáról és a Niger folyását megszakító Débo-tóról. 1796. szeptember 16-án Kamalia faluba érkezett, ahol egy muszlim rabszolga-kereskedő befogadta. Az esős évszak végéig, hét hónapon át ott lakott, kipihente magát, kiheverte a lázat és megerősödött. Hét hónap után a rabszolga-kereskedővel utazott Gambiába. 1797. június 10-én érkeztek meg arra a helyre, ahonnan Park útnak indult.
A visszajutás Európába nehézkesen alakult Park számára, mert Európa kereskedelme abban az időben a gambiai városokkal nem volt elég intenzív. Direkt Európába utazó hajót nem is sikerült találnia Parknak. Június 17-én az amerikai Charlestown hajóval indult útnak, amelyről Antigua szigetén szállt át egy Angliába utazó hajóra és érkezett meg december 22-én Falmouth-ba. A rég halottnak hitt Park december 24-én érkezett meg Londonba. Örömmel üdvözölték, de az a híre, miszerint sem a Gambia, sem a Szenegál nem áll kapcsolatba a Nigerrel, csalódást keltett Angliában.
Mungo Park utazása volt az Afrika Társaság első és egyetlen sikeres expedíciója.

## Az utazások között
Park visszatért Skóciába, feleségül vette Thomas Anderson lányát, Alissont és sebészorvosként dolgozott tovább.

## A második út
1805 januárjában – amikor felesége a negyedik gyermekükkel 6 hónapos terhes volt – ismét útnak indult Gambia felé. Erre az útra azonban már nem az Afrika Társaság kérte fel.
A második út célja annak kiderítése volt, hogy van-e kapcsolat a Niger és a Kongó folyók között.
Park ezúttal egy karavánnal – közel 45 fővel – indult el az expedícióra. Az út során – az esős évszak miatt – az emberek sorra belázasodtak, megbetegedtek; Park kénytelen volt sorra hátrahagyni őket. Sáros utakon és áradó folyókon kellett keresztülverekedniük magukat. Augusztus 19-én Bamako-nál azonban elérték a Nigert. Odaérkezésükkor 31 halott volt és a legtöbb ember megbetegedett. A halottak között volt Anderson, Mungo Park sógora is. 1805. szeptember 26-án elhatározták, hogy építenek egy hajót. Egy szkúnert készítettek, amelynek a Joliba nevet adták. Tovább indultak a Niger folyón. Park ekkor tolmácsát naplójával Gambiába küldte. Útja innen bizonytalan. 1806 január végén feleségének is írt egy levelet. Ezek voltak az utolsó hírek tőle.

## Magyarul megjelent művei
- Park utazása Afrikába' belső tartományaiban, Burbon', Frantzia, 's Javan' szigeteiről és Dahom-Országról szólló némelly tudósításokkal együtt;  kiad. Kis János; Trattner Ny., Pest, 1816 (Nevezetes utazások tárháza)
- A Gambiától a Nigerig; ford. Halász Gyula; Franklin, Bp., 1929 (Világjárók. Utazások és kalandok)